# Siberisch Hoog
Het Siberisch hoog is een hogedrukgebied boven Noordoost-Azië dat ontstaat na een lange koudeperiode door afkoeling van het continent. Doordat de luchtmassa over het continent sneller en sterker afkoelt dan boven het omringende wateroppervlak (warmtecapaciteit) wordt deze luchtmassa zwaarder doordat de dichtheid van de lucht toeneemt door afkoeling. Als gevolg hiervan krimpt de luchtkolom bij een gelijkblijvende totale massa, hierdoor ontstaat lagedruk in de bovenlucht welke dan voor toestroom (convergentie) zorgt in deze luchtkolom en dus een toename van massa. Een toename van massa zorgt er weer voor dat de druk aan het aardoppervlak toeneemt en er een hogedrukgebied ontstaat.
Het Siberisch hoog is vaak enkele maanden aanwezig en zorgt voor een lange periode van lage temperaturen en vrijwel geen neerslag.